# شمشادية
الشمشادية أو الشمشيرية أو البقسية أو البقسيات (الاسم العلمي: Buxaceae) هي فصيلة من النباتات تتبع رتبة الشمشاديات من طائفة ثنائيات الفلقة.

## التصنيف
- الشمشاد